# Marcus Lewis (cestista 1986)
Marcus Dwain Lewis (Long Beach, 5 agosto 1986) è un ex cestista statunitense.

## Carriera
Con gli Stati Uniti ha disputato i Giochi panamericani di Guadalajara 2011.

## Palmarès
- All-NBDL Second Team (2012)
- Miglior rimbalzista NBDL (2012)